# Irosin
Irosin is een gemeente in de Filipijnse provincie Sorsogon in het zuidoosten van het eiland Luzon. Bij de laatste census in 2007 had de gemeente bijna 50 duizend inwoners.

## Geografie

### Bestuurlijke indeling
Irosin is onderverdeeld in de volgende 28 barangays:
| - Bacolod - Bagsangan - Batang - Bolos - Buenavista - Bulawan - Carriedo - Casini - Cawayan - Cogon - Gabao - Gulang-Gulang - Gumapia - Liang | - Macawayan - Mapaso - Monbon - Patag - Salvacion - San Agustin - San Isidro - San Juan - San Julian - San Pedro - Santo Domingo - Tabon-Tabon - Tinampo - Tongdol |

## Demografie
Irosin had bij de census van 2007 een inwoneraantal van 49.968 mensen. Dit zijn 4.461 mensen (9,8%) meer dan bij de vorige census van 2000. De gemiddelde jaarlijkse groei komt daarmee uit op 1,30%, hetgeen lager is dan het landelijk jaarlijks gemiddelde over deze periode (2,04%). Vergeleken met de census van 1995 is het aantal mensen met 8.963 (21,9%) toegenomen.

De bevolkingsdichtheid van Irosin was ten tijde van de laatste census, met 49.968 inwoners op 149,87 km², 333,4 mensen per km².